# Blacka Rasta
Blacka Rasta är reggaegruppen Kalle Baahs första studioalbum, släppt 1985. Skivan samlar de låtar bandet spelat live, samt material från demokassetter från bandets start och fram till mitten av åttiotalet. 

## Låtlista
1. "Nuet" - 6:08
2. "Vaknade ögon" - 4:07
3. "Flottilj 13" - 3:32
4. "Vargarna väntar" - 4:06
5. "Små svarta änglar" - 3:30
6. "Nu är tiden här" - 4:09
7. "Starka strömmar" - 3:13
8. "Vilda vindar" - 4:26
9. "Trendens makt" - 4:30
10. "Totalhaverera" - 3:28
11. "Fel på ditt spel" - 3:29
12. "Blacka Rasta" - 4:15

Spår 9-11 är bonusspår på CD-utgåvan och finns ej med på original-LP:n.